# Кульпач Єва Фадіївна
Єва Фадіївна Кульпач (нар. 12 серпня 1944, село Борове, тепер Рокитнівського району Рівненської області) — українська радянська діячка, старший продавець магазину «Продовольчі товари» села Борове Рокитнівського району Рівненської області. Депутат Верховної Ради СРСР 11-го скликання.

## Біографія
Народилася в селянській родині.
Освіта середня. У 1963 році закінчила Борівську середню школу Рокитнівського району Рівненської області. У 1964 році закінчила Рівненське торгово-кооперативне училище, здобула професію продавця.
У 1964—1965 роках — завідувач столової Рокитнівського району Рівненської області.
З 1965 року — продавець, старший продавець магазину «Продовольчі товари» Карпилівського сільського споживчого товариства села Борове Рокитнівського району Рівненської області.
Потім — на пенсії в селі Борове Рокитнівського району Рівненської області.

## Нагороди
- орден «Знак Пошани» (1974)
- медаль «Ветеран праці»
- значок «Відмінник радянської споживчої кооперації»
- значок «Ударник одинадцятої п'ятирічки»